# Championnat du Maroc de football de quatrième division
Le Championnat du Maroc de football de quatrième division est une compétition marocaine de football qui est l'équivalent de la 4e division derrière la Botola Pro1, la Botola Pro2 et la Botola Amt2.

## Histoire

Logo du GNFA

Avant 2004, cette compétition portait le nom de la Rabita du football Amateur 2, puis le nom de Groupement National de Football Amateurs 2 jusqu'à 2015, avant la création de Ligue Nationale du football Amateurs (appelé plus couramment "National").

## Compétition
Le Championnat Amateurs 1 est composé de 2 groupes. Les clubs les mieux classés dans chaque groupe sont promus en National; les 2 derniers de chaque groupe du classement les remplacent.
Au niveau de la relégation, les 2 derniers de chaque groupe sont relégués à l'étage inférieur, le championnat Botola Amateurs 2.

## Saison 2024-2025

### Groupe Nord[1]
| Club                          | Ville            | Stade                |
| ----------------------------- | ---------------- | -------------------- |
| Fath Wislan Meknes            | Meknès           |                      |
| ESP Renaissance de Berkane    | Berkane          |                      |
| Union Sidi Kacem              | Sidi Kacem       |                      |
| Wafaa Riadi Fassi             | Fès              |                      |
| Étoile sportive de Casablanca | Casablanca       | Stade Mohamed Noudir |
| Amal Club de Belksiri         | Machraa Belksiri |                      |
| Wafaa Wydad Casablanca        | Casablanca       |                      |
| Fath Casablanca               | Casablanca       |                      |
| Wafa Sportif Driouch          | Driouch          |                      |
| Qods Taza                     | Taza             |                      |
| ASOFP                         | Casablanca       | Stade Ain Borja      |
| AJS                           | Casablanca       | Stade Tessima        |
| Difaa Hamrya de Khénifra      | Khénifra         |                      |
| Hilal Nador                   | Nador            |                      |
| Ajax Tanger                   | Tanger           |                      |
| Tihad Casablanca              | Casablanca       |                      |

### Groupe Sud
| Club                         | Ville | Stade |
| ---------------------------- | ----- | ----- |
| USM Aït Melloul              |       |       |
| Olympique Marrakech          |       |       |
| Hilal Tarrast                |       |       |
| Noujoum Aousra               |       |       |
| Mouloudia Assa               |       |       |
| Mouloudia Laâyoune           |       |       |
| Club Chabab Houara           |       |       |
| Amal Souk Sebt               |       |       |
| Adrar Union Athlétique Souss |       |       |
| Club Municipal Raja Agadir   |       |       |
| Club Mostakbal Almarsaa      |       |       |
| Mouloudia Club de Marrakech  |       |       |
| AS Mouloudia Tarfaia         |       |       |
| AJS Boujdour                 |       |       |
| ASH Trast Inzgan             |       |       |
| Amal Tiznit                  |       |       |

## Palmarès
| Année | Champion              | Vice-champion            |
| ----- | --------------------- | ------------------------ |
| 1953  | Étoile SMC            | FCE Oujda                |
|       |                       |                          |
| 2019  | Wydad Serghini        | Union Touarga Sport      |
| 2020  | Hilal Tarrast         | Association Al Mansouria |
| 2021  | FUS de Rabat B        | Ittifaq Marrakech        |
| 2022  | Hassania Lazari Oujda | US Amal Tiznit           |

### Finale
| Finale - Amateurs I | Wydad Serghini    | 2 - 2 | Union Touarga Sport | Stade Moulay Hassan, Rabat |                     |
| 28 mai 2019         |                   |       |                     | Spectateurs : 4 000        | Spectateurs : 4 000 |
| 28 mai 2019         | Tirs au but 9 - 8 |       |                     | Spectateurs : 4 000        | Spectateurs : 4 000 |

| Finale - Amateurs I    | Association Al Mansouria | 0 - 1 | Hilal Tarrast               | Stade El Abdi, El Jadida |                 |
| 23 décembre 2020 15:00 |                          |       | Mikael Jaubert 90+3e (pen.) | Spectateurs : 0          | Spectateurs : 0 |

| Finale - Amateurs I   | FUS de Rabat B    | 1 - 1 | Ittifaq Marrakech | Stade Bachir, Mohammedia |                 |
| 19 juillet 2021 17:00 |                   |       |                   | Spectateurs : 0          | Spectateurs : 0 |
| 19 juillet 2021 17:00 | Tirs au but 5 - 4 |       |                   | Spectateurs : 0          | Spectateurs : 0 |

| Finale - Amateurs I | US Amal Tiznit    | 1 - 1 | Hassania Lazari Oujda | Stade El Abdi, El Jadida |
| 31 mai 2022 17:00   |                   |       |                       |                          |
|                     | Tirs au but 3 - 5 |       |                       |                          |